# FC Twente in het seizoen 1969/70
Het seizoen 1969/1970 was het vijfde jaar in het bestaan van de Enschedese voetbalclub FC Twente. De Tukkers kwamen uit in de Nederlandse Eredivisie, namen deel aan het toernooi om de KNVB beker en speelden in de Jaarbeursstedenbeker. Direct na afloop van het seizoen werd deelgenomen aan de Intertoto Cup.

## De ploeg
Voor het vierde achtereenvolgende jaar was Kees Rijvers trainer van FC Twente. Het succesvolle seizoen 1968/1969, waarin Twente lang meespeelde om het landskampioenschap en uiteindelijk derde werd, had zijn sporen nagelaten. Verschillende spelers kregen de kans elders een goed contract te tekenen. Henk Houwaart vertrok naar Club Brugge en Dick van Dijk verkaste voor 750.000 gulden naar AFC Ajax. Flip Stapper ging naar AZ'67 en Herman Heskamp naar PEC Zwolle. Epi Drost liet zich op de transferlijst plaatsen en dreigde naar Sparta te vertrekken, maar bleef uiteindelijk Twente trouw.
Hiervoor in de plaats kwamen Uwe Blotenberg (Roda JC), Kees van Ierssel en Ferry Pirard (beiden van Baronie), Antal Nagy (de topscorer van de Belgische kampioen Standard Luik) en de jonge Jan Streuer (CVV Germanicus). Kick van der Vall keerde na een jaar bij DWS terug naar Enschede.

## Het seizoen
Het seizoen 1969/1970 was minder succesvol dan het voorgaande seizoen, maar met een vierde plaats voldeed Twente aan de verwachtingen. De Tukkers startten slecht, met twee nederlagen, en kwamen gedurende het seizoen niet in de buurt van de eerste plaats. Tegen landskampioen Ajax werd tweemaal met 3-0 verloren, tegen de runners up Feijenoord en PSV werd alleen thuis een punt gehaald.
Clubtopscorer werd de nieuwe spits Antal Nagy met achttien doelpunten. Jan Jeuring scoorde er dertien. Met zeventien gewonnen wedstrijden, acht gelijke spelen en negen nederlagen behaalde Twente 42 punten, vijf minder dan het voorgaande seizoen.
In de Jaarbeursstedenbeker 1969/70, het Europese debuut voor FC Twente, werd de ploeg reeds in de eerste ronde uitgeschakeld door het Franse FC Rouen. Na een 2-0-uitnederlaag werd thuis met 1-0 gewonnen, door een doelpunt van Epi Drost. In de strijd om de KNVB beker reikte Twente tot de halve finales, een evenaring van het resultaat in seizoen 1967/1968. Van Ajax werd echter kansloos met 4-0 verloren.
Na afloop van het seizoen nam Twente in mei en juni 1970 deel aan de Intertoto. Het speelde tegen Djurgårdens IF (2-2 en 4-1), Union Teplice (2-6 en 2-0) en Hannover 96 (2-2 en 1-1). Union Teplice werd winnaar van de groep.

## Wedstrijdstatistieken

### Competitie
| | |               |                                                             | |
| 10 augustus 1969 | ADO | 4 - 1 (1 - 1) | FC Twente                                                   | Opstelling FC Twente: |
| Zuiderpark Stadion 16.000 toeschouwers Ad Boogaerts | Harald Berg 3' Harald Berg 47' Harald Berg 61' Niels-Christian Holmstrøm 86'                                                     |               | 26' Antal Nagy                                              | Schrijvers, Drost, De Vries (Achterberg), Huve, Ten Donkelaar, Jeuring, Van Ierssel, Van der Vall, Nagy, Blotenberg (Warringa), Pahlplatz  |
| - Nadat in de eerste helft De Vries en Blotenberg geblesseerd uitgevallen waren, omzeilde Twente-trainer Kees Rijvers in de tweede helft de regel dat in een wedstrijd maximaal één veldspeler en één doelman gewisseld mogen worden door reservedoelman Warringa in te brengen en Piet Schrijvers naar de spits te dirigeren. Hoewel dit formeel niet toegestaan is, trad scheidsrechter Boogaerts hier niet tegen op. | |               |                                                             | |
| | |               |                                                             | |
| 24 augustus 1969 | Telstar | 2 - 0 (1 - 0) | FC Twente                                                   | Opstelling FC Twente: |
| Sportpark Schoonenberg 7.000 toeschouwers Henk Brouwer | Dick Beek 40' Ger Clement 65' |               |                                                             | Schrijvers, Drost, Jeuring, Van Ierssel, Achterberg, Pirard, Van der Vall, Streuer, Notten (Rooks), Nagy, Pahlplatz                        |
| | |               |                                                             | |
| 26 augustus 1969 | FC Twente | 5 - 1 (3 - 0) | DWS                                                         | Opstelling FC Twente: |
| Stadion Het Diekman 18.500 toeschouwers Piet van der Veer | Jan Streuer 17' Loyd Rooks 18' Antal Nagy 44' Antal Nagy 62' Jan Streuer 76'                                                     |               | 50' Klaas Nuninga                                           | Schrijvers, Achterberg, Van Ierssel, Drost, Ten Donkelaar, Van der Vall, Jeuring, Nagy (Pirard), Rooks, Notten, Streuer                    |
| - Deze wedstrijd stond oorspronkelijk op 17 augustus gepland, maar werd wegens slechte weersomstandigheden op die dag afgelast. | |               |                                                             | |
| | |               |                                                             | |
| 31 augustus 1969 | FC Twente | 1 - 0 (1 - 0) | SVV                                                         | Opstelling FC Twente: |
| Stadion Het Diekman 21.000 toeschouwers Wim Schalks | René Notten 2' |               |                                                             | Schrijvers, Drost, Van Ierssel, Jeuring, De Vries, Ten Donkelaar (Blotenberg), Achterberg, Van der Vall, Nagy, Notten, Streuer             |
| | |               |                                                             | |
| 14 september 1969 | FC Twente | 2 - 0 (2 - 0) | MVV                                                         | Opstelling FC Twente: |
| Stadion Het Diekman 16.500 toeschouwers Jan Keizer | Jan Jeuring 27' Antal Nagy 34'                                                                                                   |               |                                                             | Schrijvers, Achterberg, Van Ierssel, De Vries, Drost, Jeuring, Van der Vall, Streuer (Ten Donkelaar), Nagy, Blotenberg, Notten             |
| | |               |                                                             | |
| 21 september 1969 | Go Ahead | 1 - 1 (0 - 1) | FC Twente                                                   | Opstelling FC Twente: |
| De Adelaarshorst 23.000 toeschouwers Lau van Ravens | André van der Ley 87' |               | 19' Uwe Blotenberg                                          | Schrijvers, Achterberg, De Vries, Van Ierssel, Drost, Ten Donkelaar (Pirard), Van der Vall, Jeuring, Nagy, Blotenberg, Notten              |
| | |               |                                                             | |
| 28 september 1969 | FC Twente | 2 - 0 (0 - 0) | Sparta                                                      | Opstelling FC Twente: |
| Stadion Het Diekman 16.000 toeschouwers Frans Derks | Kick van der Vall 47' Uwe Blotenberg 74'                                                                                         |               |                                                             | Schrijvers, Achterberg, Van Ierssel, De Vries, Drost, Van der Vall, Jeuring, Notten, Nagy, Blotenberg, Streuer (Pahlplatz)                 |
| | |               |                                                             | |
| 5 oktober 1969 | N.E.C. | 1 - 1 (0 - 0) | FC Twente                                                   | Opstelling FC Twente: |
| Stadion De Goffert 22.000 toeschouwers Arie van Gemert | Wim Meijers 83' |               | 50' Jan Streuer                                             | Schrijvers, Drost, Van Ierssel, De Vries, Achterberg, Streuer, Van der Vall, Jeuring, Nagy, Blotenberg, Notten (Pahlplatz)                 |
| | |               |                                                             | |
| 12 oktober 1969 | FC Twente | 0 - 3 (0 - 1) | Ajax                                                        | Opstelling FC Twente: |
| Stadion Het Diekman 27.000 toeschouwers Theo Boosten | |               | 12' Piet Keizer 46' Piet Keizer 65' Piet Keizer             | Schrijvers, Achterberg, Van Ierssel, De Vries, Drost, Jeuring (Blotenberg), Van der Vall, Streuer, Nagy, Notten, Pahlplatz                 |
| | |               |                                                             | |
| 26 oktober 1969 | AZ'67 | 0 - 1 (0 - 1) | FC Twente                                                   | Opstelling FC Twente: |
| Alkmaarderhout 7.000 toeschouwers Henk Brouwer | |               | 40' Jan Jeuring                                             | Schrijvers, Achterberg, Van Ierssel, De Vries, Drost, Jeuring (Ten Donkelaar), Van der Vall, Blotenberg, Pahlplatz, Notten, Rooks          |
| | |               |                                                             | |
| 2 november 1969 | FC Twente | 1 - 0 (0 - 0) | HFC Haarlem                                                 | Opstelling FC Twente: |
| Stadion Het Diekman 15.500 toeschouwers Leo van der Kroft | Issy ten Donkelaar 83' |               |                                                             | Schrijvers, Achterberg, Van Ierssel, De Vries, Drost, Van der Vall, Jeuring (Blotenberg), Nagy, Notten (Ten Donkelaar), Streuer, Pahlplatz |
| | |               |                                                             | |
| 9 november 1969 | Holland Sport | 3 - 1 (1 - 0) | FC Twente                                                   | Opstelling FC Twente: |
| Houtrust 7.500 toeschouwers Piet van der Veer | Eddy Achterberg (ed) 40' Sjaak Roggeveen 76' Sjaak Roggeveen 78'                                                                 |               | 88' Kick van der Vall (p)                                   | Schrijvers, Drost, De Vries, Van Ierssel, Achterberg, Jeuring (Huve), Van der Vall, Nagy, Pahlplatz, Blotenberg, Notten (Ten Donkelaar)    |
| | |               |                                                             | |
| 16 november 1969 | FC Twente | 1 - 1 (0 - 1) | PSV                                                         | Opstelling FC Twente: |
| Stadion Het Diekman 14.000 toeschouwers Joop Vervoort | Willem de Vries 80' |               | 40' Nico Mares                                              | Schrijvers, Drost, Huve, De Vries, Ten Donkelaar, Van Ierssel, Achterberg, Van der Vall, Nagy, Notten (Blotenberg), Pahlplatz              |
| | |               |                                                             | |
| 23 november 1969 | GVAV | 0 - 0         | FC Twente                                                   | Opstelling FC Twente: |
| Stadion Oosterpark 10.000 toeschouwers Wim Schalks | |               |                                                             | Schrijvers, Drost, De Vries, Huve (Blotenberg), Ten Donkelaar, Van Ierssel, Achterberg (Streuer), Van der Vall, Nagy, Jeuring, Pahlplatz   |
| | |               |                                                             | |
| 30 november 1969 | DOS | 1 - 1 (1 - 0) | FC Twente                                                   | Opstelling FC Twente: |
| Stadion Galgenwaard 7.500 toeschouwers Henk Pijper | Cor Adelaar 26' |               | 65' Uwe Blotenberg                                          | Schrijvers, Jeuring (Streuer), Drost (Huve), Ten Donkelaar, Van Ierssel, Van der Vall, Achterberg, Blotenberg, Pahlplatz, Nagy, Notten     |
| | |               |                                                             | |
| 7 december 1969 | FC Twente | 1 - 1 (0 - 1) | Feijenoord                                                  | Opstelling FC Twente: |
| Stadion Het Diekman 22.000 toeschouwers Arie van Gemert | Theo Pahlplatz 90' |               | 40' Ove Kindvall                                            | Schrijvers, Ten Donkelaar, Drost, Huve, Van Ierssel, Streuer (Notten), Achterberg, Van der Vall (Jeuring), Nagy, Blotenberg, Pahlplatz     |
| | |               |                                                             | |
| 28 december 1969 | DWS | 0 - 1 (0 - 0) | FC Twente                                                   | Opstelling FC Twente: |
| Olympisch Stadion 2.000 toeschouwers Ton Bom | |               | 50' Antal Nagy                                              | Schrijvers, Van Ierssel, De Vries, Huve, Ten Donkelaar, Blotenberg (Notten), Drost, Achterberg, Nagy, Pahlplatz, Streuer (Van der Vall)    |
| | |               |                                                             | |
| 18 januari 1970 | SVV | 1 - 0 (1 - 0) | FC Twente                                                   | Opstelling FC Twente: |
| Gemeentelijk Sportpark Harga 9.000 toeschouwers Wim Schalks | Vladimir Ciric (p) 42' |               |                                                             | Schrijvers, De Vries, Ten Donkelaar, Huve (Blotenberg), Drost, Van Ierssel, Achterberg, Nagy, Streuer (Van der Vall), Jeuring, Pahlplatz   |
| | |               |                                                             | |
| 1 februari 1970 | NAC | 1 - 1 (1 - 1) | FC Twente                                                   | Opstelling FC Twente: |
| NAC-Stadion 5.500 toeschouwers Ben Hoppenbouwer | Andrzej Frankiewicz 7' |               | 4' Antal Nagy                                               | Schrijvers, Drost, Van Ierssel, De Vries, Huve, Ten Donkelaar, Achterberg, Van der Vall, Pahlplatz, Nagy, Jeuring                          |
| | |               |                                                             | |
| 7 februari 1970 | MVV | 1 - 3 (1 - 1) | FC Twente                                                   | Opstelling FC Twente: |
| Geusselt 12.000 toeschouwers Leo van der Kroft | Willy Brokamp 26' |               | 28' Antal Nagy (p) 67' Antal Nagy (p) 83' Kick van der Vall | Schrijvers, Ten Donkelaar, De Vries, Huve, Drost, Van Ierssel, Achterberg, Van der Vall, Pahlplatz, Jeuring, Nagy                          |
| | |               |                                                             | |
| 22 februari 1970 | FC Twente | 2 - 2 (2 - 1) | Telstar                                                     | Opstelling FC Twente: |
| Stadion Het Diekman 12.000 toeschouwers Piet van der Veer | Antal Nagy 31' Kees van Ierssel 34'                                                                                              |               | 23' Dick Bond 48' Dick Beek                                 | Schrijvers, Van Ierssel, Drost, De Vries, Huve, Ten Donkelaar, Achterberg, Van der Vall (Blotenberg), Nagy (Streuer), Jeuring, Pahlplatz   |
| | |               |                                                             | |
| 8 maart 1970 | FC Twente | 3 - 0 (2 - 0) | Go Ahead                                                    | Opstelling FC Twente: |
| Stadion Het Diekman 12.000 toeschouwers Jef Dorpmans | Jan Jeuring 27' Jan Jeuring 29' Jan Jeuring 57'                                                                                  |               |                                                             | Schrijvers, Drost, De Vries, Huve, Ten Donkelaar, Van Ierssel, Achterberg, Van der Vall, Nagy, Jeuring, Pahlplatz                          |
| | |               |                                                             | |
| 15 maart 1970 | Sparta | 3 - 0 (0 - 0) | FC Twente                                                   | Opstelling FC Twente: |
| Het Kasteel 10.000 toeschouwers Ton Bom | Jan van der Veen 52' Janusz Kowalik 66' Hans Venneker 87'                                                                        |               |                                                             | Schrijvers, De Vries, Drost, Van Ierssel, Huve, Ten Donkelaar, Achterberg, Van der Vall, Nagy, Jeuring, Pahlplatz                          |
| | |               |                                                             | |
| 22 maart 1970 | FC Twente | 3 - 1 (2 - 1) | ADO                                                         | Opstelling FC Twente: |
| Stadion Het Diekman 13.000 toeschouwers Ad Boogaerts | Antal Nagy 4' Jan Jeuring 17' Antal Nagy 86'                                                                                     |               | 24' Niels-Christian Holmstrøm                               | Schrijvers, Drost, De Vries, Huve (Streuer), Ten Donkelaar, Van Ierssel, Achterberg, Van der Vall, Nagy, Jeuring, Pahlplatz                |
| | |               |                                                             | |
| 30 maart 1970 | FC Twente | 3 - 1 (2 - 0) | N.E.C.                                                      | Opstelling FC Twente: |
| Stadion Het Diekman 12.000 toeschouwers Lau van Ravens | Antal Nagy (p) 10' Kick van der Vall 25' Jan Jeuring 54'                                                                         |               | 88' Jürgen Jendrossek (p)                                   | Schrijvers, Drost , De Vries, Huve (Streuer), Ten Donkelaar, Van Ierssel, Achterberg, Van der Vall, Nagy, Jeuring, Pahlplatz               |
| | |               |                                                             | |
| 5 april 1970 | Ajax | 3 - 0 (2 - 0) | FC Twente                                                   | Opstelling FC Twente: |
| Stadion De Meer 24.000 toeschouwers Arie van Gemert | Sjaak Swart 35' Piet Keizer 39' Piet Keizer 77'                                                                                  |               |                                                             | Schrijvers, Drost, De Vries, Huve, Ten Donkelaar, Van Ierssel, Achterberg, Van der Vall (Streuer), Nagy (Blotenberg), Jeuring, Pahlplatz   |
| | |               |                                                             | |
| 19 april 1970 | FC Twente | 5 - 1 (3 - 0) | AZ'67                                                       | Opstelling FC Twente: |
| Stadion Het Diekman 11.500 toeschouwers Leo van der Kroft | Antal Nagy 14' Jan Jeuring 33' Theo Pahlplatz 44' Jan Jeuring 47' Theo Pahlplatz 72'                                             |               | 65' Wim de Jager                                            | Schrijvers, Drost , De Vries, Huve, Ten Donkelaar, Van Ierssel, Achterberg, Van der Vall, Nagy, Jeuring, Pahlplatz                         |
| | |               |                                                             | |
| 26 april 1970 | HFC Haarlem | 0 - 2 (0 - 1) | FC Twente                                                   | Opstelling FC Twente: |
| Haarlemstadion 6.000 toeschouwers Theo Boosten | |               | 40' Eddy Achterberg 55' Antal Nagy                          | Schrijvers, Drost, De Vries, Huve, Ten Donkelaar, Van Ierssel, Achterberg, Van der Vall, Nagy, Jeuring, Pahlplatz                          |
| | |               |                                                             | |
| 30 april 1970 | FC Twente | 7 - 0 (4 - 0) | NAC                                                         | Opstelling FC Twente: |
| Stadion Het Diekman 11.000 toeschouwers Henk Brouwer | Antal Nagy 7' Jan Jeuring 10' Jan Jeuring 12' Theo Pahlplatz 30' Kick van der Vall 50' Antal Nagy 62' Antal Nagy 87'             |               |                                                             | Schrijvers, Drost , Van Ierssel, De Vries, Huve, Ten Donkelaar, Achterberg, Van der Vall, Nagy, Jeuring (Pirard), Pahlplatz                |
| | |               |                                                             | |
| 3 mei 1970 | FC Twente | 3 - 0 (2 - 0) | Holland Sport                                               | Opstelling FC Twente: |
| Stadion Het Diekman 15.000 toeschouwers Joop Vervoort | Kees van Ierssel 10' Willem de Vries 33' Antal Nagy 66'                                                                          |               |                                                             | Schrijvers, Drost , Van Ierssel, De Vries, Huve (Blotenberg), Ten Donkelaar, Achterberg, Van der Vall, Nagy, Jeuring, Pahlplatz            |
| | |               |                                                             | |
| 7 mei 1970 | PSV | 3 - 0 (2 - 0) | FC Twente                                                   | Opstelling FC Twente: |
| Philips Stadion 14.000 toeschouwers Wim Schalks | Willy van der Kuijlen 27' Willy van der Kuijlen (p) 43' Peter Ressel 80'                                                         |               |                                                             | Schrijvers, Drost, De Vries, Huve, Ten Donkelaar, Van Ierssel, Achterberg, Van der Vall, Nagy, Jeuring, Pahlplatz                          |
| | |               |                                                             | |
| 10 mei 1970 | FC Twente | 2 - 1 (2 - 1) | GVAV                                                        | Opstelling FC Twente: |
| Stadion Het Diekman 8.000 toeschouwers Piet van der Veer | Jan Jeuring 23' Ferry Pirard 45'                                                                                                 |               | 33' Peter Eimers                                            | Schrijvers, Drost, Van Ierssel, De Vries, Ten Donkelaar (Oranen), Van der Vall, Achterberg, Nagy, Pirard (Blotenberg), Jeuring, Pahlplatz  |
| | |               |                                                             | |
| 17 mei 1970 | FC Twente | 7 - 2 (4 - 0) | DOS                                                         | Opstelling FC Twente: |
| Stadion Het Diekman 9.000 toeschouwers Jef Dorpmans | Willem de Vries 12' Theo Pahlplatz 14' Jan Jeuring 25' Willem de Vries 28' Ferry Pirard 84' Ferry Pirard 85' Willem de Vries 86' |               | 70' Johan Plageman 74' John Steen Olsen                     | Schrijvers, Drost, De Vries, Van Ierssel, Ten Donkelaar, Huve, Achterberg, Van der Vall, Nagy, Jeuring, Pahlplatz (Pirard)                 |
| | |               |                                                             | |
| 24 mei 1970 | Feijenoord | 5 - 1 (0 - 1) | FC Twente                                                   | Opstelling FC Twente: |
| Stadion Feijenoord 20.000 toeschouwers Ad Boogaerts | Joop van Daele 53' Wim Jansen 73' Willem van Hanegem 76' Piet Vrauwdeunt 85' Piet Vrauwdeunt 89'                                 |               | 41' Benno Huve                                              | Schrijvers, Drost, De Vries, Ten Donkelaar, Huve, Van Ierssel, Achterberg (Pirard), Van der Vall, Nagy, Jeuring, Pahlplatz                 |
| | |               |                                                             | |

### KNVB beker
|                                                                         |                                                                           |               |                                                    | |
| 14 december 1969                                                        | PEC Zwolle                                                                | 0 - 3 (0 - 1) | FC Twente                                          | Opstelling FC Twente: |
| Oosterenkstadion 8.000 toeschouwers Leo van der Kroft                   |                                                                           |               | 39' Jan Streuer 71' Eddy Achterberg 80' Antal Nagy | Schrijvers, Van Ierssel, Drost, Jeuring, Ten Donkelaar, Achterberg, Streuer, Nagy, Notten (Van der Vall), Blotenberg, Pahlplatz        |
|                                                                         |                                                                           |               |                                                    | |
| 1 maart 1970                                                            | FC Twente                                                                 | 3 - 2 (2 - 1) | NAC                                                | Opstelling FC Twente: |
| Stadion Het Diekman 6.500 toeschouwers Janus Aalbrecht                  | Jan Jeuring 40' Theo Pahlplatz 45' Jan Jeuring 85'                        |               | 14' Addy Brouwers 57' Jan van Gorp                 | Schrijvers, Drost, Van Ierssel, De Vries, Huve, Ten Donkelaar, Achterberg, Van der Vall, Nagy, Jeuring, Pahlplatz                      |
|                                                                         |                                                                           |               |                                                    | |
| 12 april 1970                                                           | Go Ahead                                                                  | 0 - 0         | FC Twente                                          | Opstelling FC Twente: |
| De Adelaarshorst 20.000 toeschouwers Henk Pijper                        |                                                                           | n.v.          |                                                    | Schrijvers, Drost, Van Ierssel, De Vries, Ten Donkelaar, Achterberg, Van der Vall, Nagy, Jeuring, Pahlplatz (Pirard), Streuer (Oranen) |
| - FC Twente won na strafschoppen en bekerde verder naar de kwartfinale. |                                                                           |               |                                                    | |
|                                                                         |                                                                           |               |                                                    | |
| 22 april 1970                                                           | FC Twente                                                                 | 2 - 0 (0 - 0) | Elinkwijk                                          | Opstelling FC Twente: |
| Stadion Het Diekman 11.000 toeschouwers Arie van Gemert                 | Ferry Pirard 49' Antal Nagy 89'                                           |               |                                                    | Schrijvers, Drost, De Vries, Huve, Ten Donkelaar, Van der Vall, Achterberg, Nagy, Jeuring, Pirard, Pahlplatz                           |
|                                                                         |                                                                           |               |                                                    | |
| 14 mei 1970                                                             | Ajax                                                                      | 4 - 0 (2 - 0) | FC Twente                                          | Opstelling FC Twente: |
| Olympisch Stadion 12.000 toeschouwers Lau van Ravens                    | Johan Cruijff 20' Dick van Dijk 33' Johan Cruijff 48' Tom Søndergaard 57' |               |                                                    | Schrijvers, Van Ierssel, Huve, De Vries, Ten Donkelaar, Achterberg, Jeuring, Nagy (Oranen), Blotenberg, Pirard, Pahlplatz              |
|                                                                         |                                                                           |               |                                                    | |

### Jaarbeursstedenbeker
|                                                                   |                                                   |               |           | |
| 9 september 1969                                                  | FC Rouen                                          | 2 - 0 (1 - 0) | FC Twente | Opstelling FC Twente: |
| Stade Robert Diochon 5.000 toeschouwers Fred Delcourt             | Tomáš Pospíchal (p) 29' Dominique Rustichelli 48' |               |           | Schrijvers, Van Ierssel, Drost, De Vries, Ten Donkelaar, Achterberg, Van der Vall, Nagy, Blotenberg, Jeuring (Pirard), Notten (Streuer) |
| - Deze wedstrijd was het debuut van FC Twente op Europees niveau. |                                                   |               |           | |
|                                                                   |                                                   |               |           | |
| 30 september 1969                                                 | FC Twente                                         | 1 - 0 (1 - 0) | FC Rouen  | Opstelling FC Twente: |
| Stadion Het Diekman 18.000 toeschouwers Alfred Ott                | Epi Drost 41'                                     |               |           | Schrijvers, Van Ierssel, Drost, De Vries, Achterberg, Notten, Van der Vall, Nagy (Pahlplatz), Blotenberg, Jeuring, Streuer              |
|                                                                   |                                                   |               |           | |

### Intertoto Cup
| | |               |                                       |                       |
| 27 mei 1970 | FC Twente | 4 - 1 (2 - 0) | Djurgårdens IF                        | Opstelling FC Twente: |
| Stadion Het Diekman 7.500 toeschouwers Hans Voß | Eddy Achterberg 10' Jan Jeuring 17' Antal Nagy (p.) 68' Kees van Ierssel 83'                                            |               | 88' Sven Lindman                      |                       |
| | |               |                                       |                       |
| 31 mei 1970 | Hannover 96 | 2 - 2 (1 - 0) | FC Twente                             | Opstelling FC Twente: |
| | Claus Brune 43' Eddy Achterberg (ed) 46'                                                                                |               | 77' Kees van Ierssel 79' Jan Jeuring  |                       |
| | |               |                                       |                       |
| 3 juni 1970 | SKLO Union | 6 - 2 (4 - 0) | FC Twente                             | Opstelling FC Twente: |
| | Přemysl Bičovský ..' Přemysl Bičovský ..' Přemysl Bičovský ..' Jiří Novák 35' Přemysl Bičovský 53' Přemysl Bičovský 75' |               | 77' Uwe Blotenberg 88' Theo Pahlplatz |                       |
| | |               |                                       |                       |
| 6 juni 1970 | FC Twente | 2 - 0 (2 - 0) | SKLO Union                            | Opstelling FC Twente: |
| Stadion Het Diekman 7.000 toeschouwers Herbert Lutz | René van de Kerkhof 22' Antal Nagy 44'                                                                                  |               |                                       |                       |
| | |               |                                       |                       |
| 13 juni 1970 | Djurgårdens IF | 2 - 2 (2 - 2) | FC Twente                             | Opstelling FC Twente: |
| | Conny Granqvist 27' Jan Svensson (p) 38'                                                                                |               | 9' Theo Pahlplatz 11' Jan Jeuring     |                       |
| | |               |                                       |                       |
| 20 juni 1970 | FC Twente | 1 - 1 (1 - 0) | Hannover 96                           | Opstelling FC Twente: |
| Stadion Het Diekman 6.000 toeschouwers | Theo Pahlplatz 43' |               | 85' Claus Brune                       | onbekend              |
| - FC Twente eindigde als tweede in de groep, op twee punten achterstand van winnaar SKLO Union Teplice en met drie punten voorsprong op Djurgårdens IF en Hannover 96. | |               |                                       |                       |
| | |               |                                       |                       |

## Selectie
|                                   | Naam               | Positie        | Leeft. | Seiz. | Competitie | Competitie | Beker | Beker | Europa | Europa |
| W                                 | Naam               | Positie        | Leeft. | Seiz. |            | W          |       | W     |        |        |
| --------------------------------- | ------------------ | -------------- | ------ | ----- | ---------- | ---------- | ----- | ----- | ------ | ------ |
| Vlag van Nederland                | Eddy Achterberg    | middenvelder   | 22     | 3     | 34         | 1          | 5     | 1     | 2      | 0      |
| Vlag van Nederland                | Johan Beekman      | verdediger     | 20     | 4     | 0          | 0          | 0     | 0     | 0      | 0      |
| Vlag van Bondsrepubliek Duitsland | Uwe Blotenberg     | aanvaller      | 24     | 1     | 22         | 3          | 2     | 0     | 2      | 0      |
| Vlag van Nederland                | Gerti Calot        | middenvelder   | 20     | 2     | 0          | 0          | 0     | 0     | 0      | 0      |
| Vlag van Nederland                | Issy ten Donkelaar | verdediger     | 27     | 5     | 30         | 1          | 5     | 0     | 1      | 0      |
| Vlag van Nederland                | Epi Drost          | verdediger     | 23     | 4     | 34         | 0          | 4     | 0     | 2      | 1      |
| Vlag van Nederland                | Thomas Geerdink    | verdediger     | 23     | 5     | 0          | 0          | 0     | 0     | 0      | 0      |
| Vlag van Nederland                | André Haafkes      |                |        | 2     | 0          | 0          | 0     | 0     | 0      | 0      |
| Vlag van Nederland                | Frits Hilgerink    | verdediger     | 28     | 5     | 0          | 0          | 0     | 0     | 0      | 0      |
| Vlag van Nederland                | Benno Huve         | middenvelder   | 23     | 5     | 23         | 1          | 3     | 0     | 0      | 0      |
| Vlag van Nederland                | Kees van Ierssel   | verdediger     | 23     | 1     | 34         | 2          | 4     | 0     | 2      | 0      |
| Vlag van Nederland                | Jan Jeuring        | aanvaller      | 21     | 4     | 32         | 13         | 5     | 2     | 2      | 0      |
| Vlag van Nederland                | Job van Lenthe     |                |        | 2     | 0          | 0          | 0     | 0     | 0      | 0      |
| Vlag van Hongarije (1949-1956)    | Antal Nagy         | aanvaller      | 25     | 1     | 33         | 18         | 5     | 2     | 2      | 0      |
| Vlag van Nederland                | René Notten        | aanvaller      | 19     | 2     | 15         | 1          | 1     | 0     | 2      | 0      |
| Vlag van Nederland                | Kalle Oranen       | aanvaller      | 23     | 5     | 1          | 0          | 2     | 0     | 0      | 0      |
| Vlag van Nederland                | Theo Pahlplatz     | aanvaller      | 22     | 4     | 30         | 5          | 5     | 1     | 1      | 0      |
| Vlag van Nederland                | Ferry Pirard       | middenvelder   | 22     | 1     | 7          | 3          | 3     | 1     | 1      | 0      |
| Vlag van Nederland                | Lloyd Rooks        | aanvaller      | 20     | 3     | 3          | 1          | 0     | 0     | 0      | 0      |
| Vlag van Nederland                | Piet Schrijvers    | doelverdediger | 22     | 2     | 34         | 0          | 5     | 0     | 2      | 0      |
| Vlag van Nederland                | Jan Streuer        | middenvelder   | 18     | 1     | 16         | 3          | 2     | 1     | 2      | 0      |
| Vlag van Nederland                | Kick van der Vall  | middenvelder   | 23     | 2     | 34         | 5          | 4     | 0     | 2      | 0      |
| Vlag van Nederland                | Willem de Vries    | verdediger     | 26     | 5     | 30         | 5          | 4     | 0     | 2      | 0      |
| Vlag van Nederland                | Kees Warringa      | doelverdediger | 25     | 5     | 1          | 0          | 0     | 0     | 0      | 0      |

Vertrokken: Jan Bronkers (SC Heracles), Dick van Dijk (AFC Ajax), Fred Eppink (??), Herman Heskamp (PEC Zwolle), Henk Houwaart (Club Brugge), Flip Stapper (AZ'67)
Nieuwe spelers: Uwe Blotenberg (Roda JC), Kees van Ierssel (VV Baronie), Antal Nagy (Standard Luik), Ferry Pirard (VV Baronie), Jan Streuer (CVV Germanicus), Kick van der Vall (DWS)
ADO ·
Ajax ·
AZ '67 ·
DOS ·
DWS ·
Feijenoord ·
Go Ahead ·
Haarlem ·
Holland Sport ·
GVAV ·
MVV ·
NAC ·
N.E.C. ·
PSV ·
Sparta ·
SVV ·
Telstar ·
FC Twente '65